# Luca Rizzo
Luca Rizzo (ur. 24 kwietnia 1992 w Genui) – włoski piłkarz występujący na pozycji pomocnika we włoskim klubie Bologna FC. Wychowanek Sampdorii, w swojej karierze grał także w takich zespołach jak Pergocrema, Foligno, Pisa, Modena, SPAL oraz Atalanta BC.